# Видрник
Видрник (словац. Vydrník) — село и одноимённая община в районе Попрад Прешовского края Словакии. В письменных источниках начинает упоминаться с 1294 года.

## География
Село расположено в западной части края, на берегах ручья Видрничанка (бассейн реки Горнад), при автодороге 3071. Абсолютная высота — 599 метров над уровнем моря. Площадь муниципалитета составляет 4,93 км².

## Население
По данным последней официальной переписи 2021 года, численность населения Видрника составляла 1288 человек.
Динамика численности населения общины по годам:
| Год:                | 1994 | 2004     | 2014     | 2024     |
| ------------------- | ---- | -------- | -------- | -------- |
| Количество человек: | 846  | 974      | 1162     | 1343     |
| Разница:            |      | +15,13 % | +19,30 % | +15,57 % |

Национальный состав населения (по данным переписи населения 2011 года):
| Национальность | Численность, человек |
| -------------- | -------------------- |
| словаки        | 979                  |
| цыгане         | 96                   |
| не указана     | 13                   |
| всего          | 1088                 |

По данным переписи 2021 года, в конфессиональном составе населения преобладали католики (89,9 %) и греко-католики (1,4 %).